# Flak-Kaserne Ludwigsburg

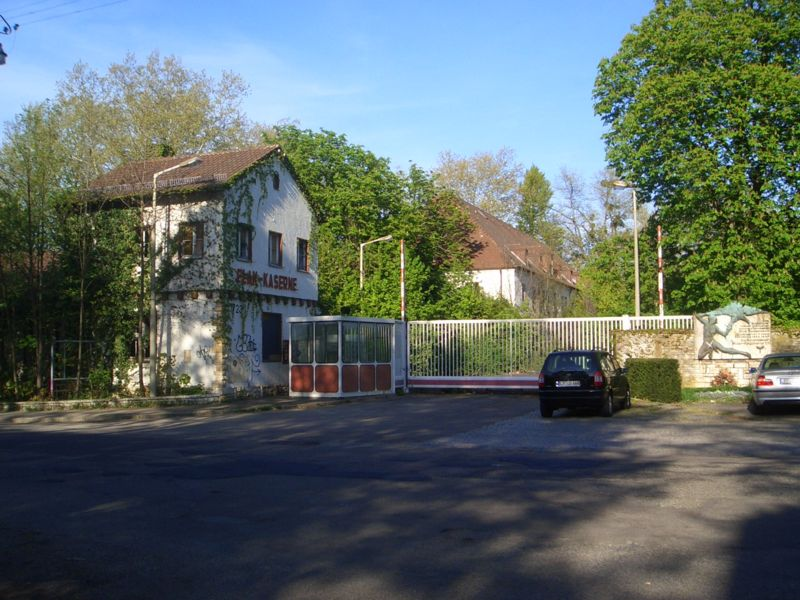
główne wejście w kwietniu 2007

Flakkaserne Ludwigsburg – byłe niemieckie, a później amerykańskie, koszary wojskowe, położone w mieście Ludwigsburg koło Stuttgartu w południowych Niemczech.

## Historia powstania 1935–1945
Na początku lat 30. naczelne dowództwo wojsk niemieckich postanowiło wybudować w garnizonowym mieście Ludwigsburg nowe koszary przeznaczone dla 25 Pułku Obrony Przeciwlotniczej. Budowę rozpoczęto w roku 1935 i zakończono rok później. Pierwsi żołnierze wprowadzili się do koszar na wiosnę 1937 roku.
Obok nowoczesnej jak na tamte lata konstrukcji koszar zadbano również o samych żołnierzy, dla których organizowano pokazy filmów, teatr i varieté. W hali sportowej wystąpiła m.in. Zarah Leander.
Po rozpoczęciu drugiej wojny światowej część pułku odesłano do działań wojennych na front. Niektórzy regionalni badacze i historycy twierdzą, że gdy pod koniec wojny front zbliżył się do Ludwigsburga, amerykańskie lotnictwo specjalnie nie zbombardowało koszar, gdyż Amerykanie chcieli przejąć koszary i utworzyć w nich swoją własną bazę wojskową.

## 1945-1950
W kwietniu 1945 roku wojska amerykańskie i francuskie przejęły kontrolę nad miastem. Po wycofaniu się francuskich oddziałów założony został rząd wojskowy pod dowództwem kapitana (później majora) Johna Lindsaya.
Po podpisaniu przez Trzecią Rzeszę kapitulacji, Amerykanie rozpoczęli poszukiwania i aresztowania byłych nazistów. Koszary zostały przerobione na więzienie, w którym przetrzymywani byli między innymi August Wilhelm von Preußen (jeden z synów ostatniego cesarza Niemiec Wilhelma II), Richard Walter Darré i Lutz Schwerin von Krosigk.
Od roku 1948 koszary były wykorzystywane jako obóz przejściowy dla powracających uchodźców i pozbawionych dachu nad głową mieszkańców. W roku 1950 armia amerykańska postanowiła przebudowę i utworzenie na terenie koszar stałej bazy wojskowej.

## 1950-1991
W roku 1950 do koszar wprowadził się amerykański 4. batalion wojskowy. W latach siedemdziesiątych pojawiły się częste skargi mieszkańców miasta na złe zachowanie żołnierzy powracających z Wietnamu, których wielu miało problemy z narkotykami lub natury psychicznej. Skarżono się również na hałas i spaliny samochodowe wielu ciężarówek.
Po zmianach ustrojowych roku 1989 dalsze istnienie i potrzeba bazy stanęła pod znakiem zapytania. W roku 1991 dowództwo wojskowe postanowiło o wysłaniu batalionu do Kuwejtu (w ramach obrony przed atakującym Irakiem), i o jednoczesnym opuszczeniu i zamknięciu koszar.

## 1991-2007
Po opuszczeniu koszar powstało wiele pomysłów jak najlepiej zagospodarować teren. Po protestach mieszkańców okolicznych domów zrezygnowano z idei przebudowy na mieszkania socjalne. Użycie w celach kulturalnych (biblioteka) i publicznych (przedszkole) nie doszło do skutku z powodów brakujących środków finansowych. Kolejnym problemem była potrzeba utylizacji terenu, ponieważ ziemia była zanieczyszczony paliwami i smarami. Również same budynki nie nadawały się w swojej architekturze na przebudowę na domy mieszkalne a poza tym zawierały azbest.
Z braku funduszy i zainteresowania inwestorów zaniechano dalszych prac a teren używano jako parking ciężarówek oraz plac ćwiczeń dla policji. W ciągu kolejnych 16 lat teren koszar zaczął zarastać krzakami a niekonserwowane konstrukcje budynków zaczęły coraz bardziej niszczeć wystawione na działanie warunków atmosferycznych.
Dopiero w połowie roku 2007 zarząd miasta zdecydował się na rozbiórkę koszar i wybudowanie na ich terenie nowej części miasta z domami jednorodzinnymi.
Dużym zainteresowaniem mieszkańców cieszyła się kwestia uratowania niektórych budynków jako zabytków. Po naradach organów administracji publicznych zatwierdzono, że nie wyburzy się eleganckiego kasyna oficerskiego, sali gimnastycznej, wartowni u wejścia oraz części kamiennego muru. Ponadto pozostanie część starych ponad siedemdziesięcioletnich drzew, które nadają koszarom atmosferę parku.
W Ludwigsburgu powstało prywatne zrzeszenie przyjaciół koszar.
W sierpniu 2007 roku rozpoczęto rozbiórkę budynków.